# Rouxmesnil-Bouteilles
Rouxmesnil-Bouteilles es una comuna francesa situada en el departamento de Sena Marítimo, en la región de Normandía.

## Demografía
| 788 | 874 | 1012 | 1137 | 1693 | 1781 | 1809 |
| Para los censos de 1962 a 1999 la población legal corresponde a la población sin duplicidades (Fuente: INSEE [Consultar]) |     |      |      |      |      |      |